# Championnats du monde de cyclo-cross 1962
Navigation
Édition précédente Édition suivante
Les championnats du monde de cyclo-cross 1962 ont lieu le 18 février 1962 à Esch-sur-Alzette au Luxembourg. Une épreuve masculine est au programme.

## Podiums
| Épreuves | Or           | Argent           | Bronze          |
| -------- | ------------ | ---------------- | --------------- |
| Élites   | Renato Longo | Maurice Gandolfo | André Dufraisse |

## Classement des élites
| Pos. | Cycliste               | Pays       | Temps       |
| ---- | ---------------------- | ---------- | ----------- |
|      | Renato Longo           | Italie     | 54 min 15 s |
|      | Maurice Gandolfo       | France     | + 2:31      |
|      | André Dufraisse        | France     | + 2:48      |
| 4    | Roger De Clercq        | Belgique   | + 3:01      |
| 5    | Charly Gaul            | Luxembourg | + 3:49      |
| 6    | Pierre Kumps           | Belgique   | + 4:04      |
| 7    | André Foucher          | France     | + 4:05      |
| 8    | Michel Pelchat         | France     | + 4:26      |
| 9    | Santos Ruíz            | Espagne    | + 4:35      |
| 10   | Firmin Van Kerrebroeck | Belgique   | + 4:38      |

## Tableau des médailles
| Rang | Nation | Or | Argent | Bronze | Total |
| ---- | ------ | -- | ------ | ------ | ----- |
| 1    | Italie | 1  | 0      | 0      | 1     |
| 2    | France | 0  | 1      | 1      | 2     |